# The Lost Heiress
The Lost Heiress è un cortometraggio muto del 1909. Il nome del regista non viene riportato nei credit del film.

## Trama
La sparizione di una bambina uscita insieme alla governante mette in allarme la famiglia e la polizia. Il gruppo alla ricerca della piccola fa passare dei brutti momenti ad alcuno sospettati di averla rapita ma non si giunge a nessun risultato. Ormai persa quasi ogni speranza di ritrovarla, i genitori tornano alla vita quando un giardiniere riporta loro la bambina che, dopo essersi allontanata dalla governante, si era addormentata dentro la serra.

## Produzione
Il film fu prodotto dalla Lubin Manufacturing Company.

## Distribuzione
Distribuito dalla Lubin Manufacturing Company, il film - un cortometraggio della lunghezza di 177 metri - uscì nelle sale cinematografiche statunitensi il 31 maggio 1909. Nelle proiezioni, veniva programmato con il sistema dello split reel, accorpato in un'unica bobina con un altro cortometraggio prodotto dalla Lubin, la commedia Father's Glue,